# Назви малих чисел
У таблиці наведені назви малих чисел українською мовою, що використовуються в довгій та короткій шкалі, разом із часткою 10, інженерною нотацією та символами та префіксами Міжнародної системи одиниць (SI).
| Частка | Інженерна нотація | Коротка шкала (використовується переважно в Америці) | Довга шкала (використовується в більшості випадків у Європі) | Символ SI  | Символ SI  | Префікс SI | Префікс SI |
| Частка | Інженерна нотація | Коротка шкала (використовується переважно в Америці) | Довга шкала (використовується в більшості випадків у Європі) | українське | міжнародне | українське | міжнародне |
| ------ | ----------------- | ---------------------------------------------------- | ------------------------------------------------------------ | ---------- | ---------- | ---------- | ---------- |
| 100    | 1                 | одна                                                 | одна                                                         |            |            |            |            |
| 10−1   | 100×10−3          | десята                                               | десята                                                       | д          | d          | деци       | deci-      |
| 10−2   | 10×10−3           | сота                                                 | сота                                                         | с          | c          | санти      | centi-     |
| 10−3   | 1×10−3            | тисячна                                              | тисячна                                                      | м          | m          | мілі       | milli-     |
| 10−4   | 100×10−6          | десятитисячна                                        | десятитисячна                                                |            |            |            |            |
| 10−5   | 10×10−6           | стотисячна                                           | стотисячна                                                   |            |            |            |            |
| 10−6   | 1×10−6            | мільйонна                                            | мільйонна                                                    | мк         | µ          | мікро      | micro-     |
| 10−9   | 1×10−9            | більйонна                                            | мільярдна                                                    | н          | n          | нано       | nano-      |
| 10−12  | 1×10−12           | трильйонна                                           | більйонна                                                    | п          | p          | піко       | pico-      |
| 10−15  | 1×10−15           | квадрильйона                                         | більярдна                                                    | ф          | f          | фемто      | femto-     |
| 10−18  | 1×10−18           | квінтильйонна                                        | трильйонна                                                   | а          | a          | ато        | atto-      |
| 10−21  | 1×10−21           | секстильйонна                                        | трильярдна                                                   | з          | z          | зепто      | zepto-     |
| 10−24  | 1×10−24           | септильйонна                                         | квадрильйона                                                 | й          | y          | йокто      | yocto-     |
| 10−27  | 1×10−27           | октильйонна                                          | квадрильярдна                                                |            | r          | ронто      | ronto-     |
| 10−30  | 1×10−30           | нонільйонна                                          | квінтильйонна                                                |            | q          | квекто     | quecto-    |
| 10−33  | 1×10−33           | децильйонна                                          | квінтильярдна                                                |            |            |            |            |